# Сесту
Сѐсту (на италиански и на сардински: Sestu) е град и община в Южна Италия, провинция Каляри, автономен регион и остров Сардиния. Разположен е на 44 m надморска височина. Населението на общината е 20 253 души (към 2012 г.).